# Коммолово
Ко́ммолово (фин. Kommola, Someristo) — деревня в Гатчинском муниципальном округе Ленинградской области.

## История
На «Топографической карте окрестностей Санкт-Петербурга» Военно-топографического депо Главного штаба 1817 года обозначены две деревни Колмолово из 2 и 3 дворов.
Две соседние деревни под названием Комолова, состоящие из 3 и 5 дворов, упоминаются на «Топографической карте окрестностей Санкт-Петербурга» Ф. Ф. Шуберта 1831 года.

КОМОЛОВЕ — деревня принадлежит Самойловой, графине, число жителей по ревизии: 37 м. п., 34 ж. п. (1838 год)

На карте Ф. Ф. Шуберта 1844 года, упоминается только одна деревня Комолова.
В пояснительном тексте к этнографической карте Санкт-Петербургской губернии П. И. Кёппена 1849 года она записана как деревня Kommola (Комолова) или Someristo (Сомерста), а также укано количество её жителей на 1848 год: савакотов — 44 м. п., 35 ж. п.,, всего 79 человек.

КОМОЛОВО — деревня Царскославянского удельного имения, по просёлочной дороге, число дворов — 9, число душ — 37 м. п. (1856 год)

Согласно «Топографической карте частей Санкт-Петербургской и Выборгской губерний» в 1860 году деревня называлась Комолова и насчитывала 11 крестьянских дворов.

КОМОЛОВО — деревня удельная при колодцах, число дворов — 11, число жителей: 47 м. п., 45 ж. п. (1862 год)

В 1879 году деревня Комолова насчитывала 9 дворов.

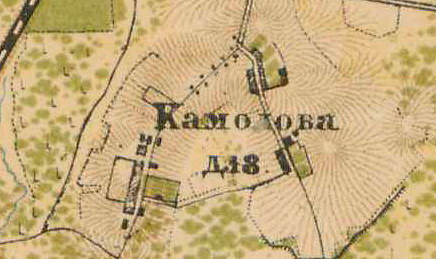
План деревни Коммолово. 1885 год

В 1885 году деревня называлась Камолова и насчитывала 18 дворов.
В конце XIX века деревня административно относилась к Мозинской волости 1-го стана Царскосельского уезда Санкт-Петербургской губернии, в начале XX века — 4-го стана. Население деревни было исключительно финским.
К 1913 году количество дворов уменьшилось до 10.
С 1917 по 1922 год деревня Коммолово входила в состав Пендовского сельсовета Староскворцикой волости Детскосельского уезда.
С 1923 года в составе Гатчинской волости Гатчинского уезда .
С 1927 года в составе Гатчинского района.
Согласно данным переписи населения СССР 1926 года в деревне Коммолово Пендовского сельсовета Троцкой волости Троцкого уезда проживали 142 человека — все финны. В 1928 году население деревни Коммолово также составляло 142 человека.

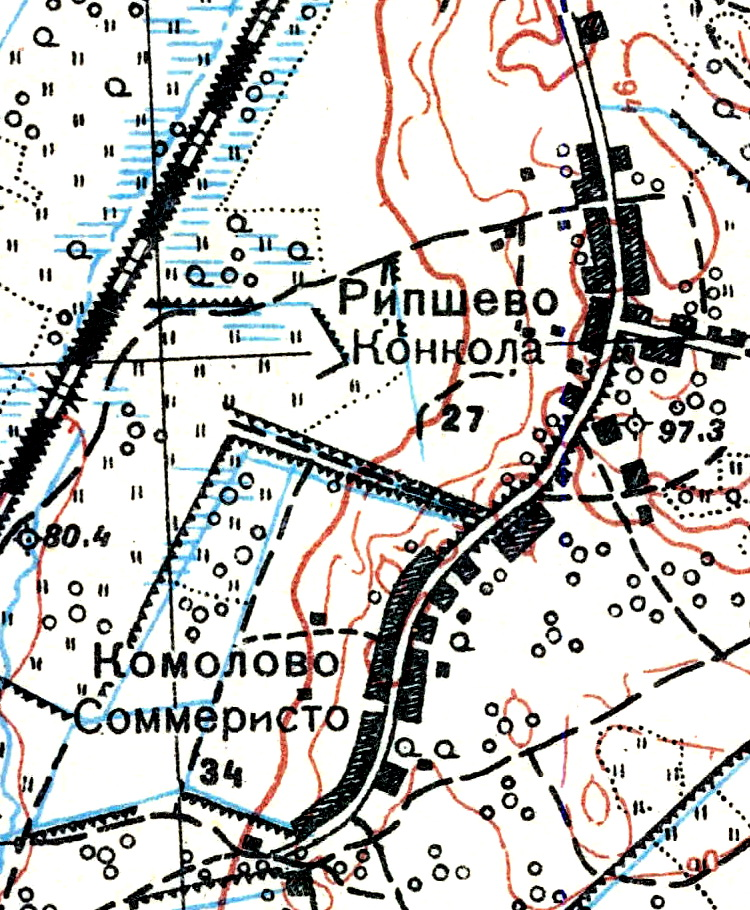
План деревни Коммолово. 1931 год

Согласно топографической карте 1931 года деревня называлась Коммолово (Соммеристо) и насчитывала 34 двора.
По данным 1933 года деревня называлась Коммолово и входила в состав Пендовского сельсовета Красногвардейского района.
Деревня была освобождена от немецко-фашистских оккупантов 22 января 1944 года.
С 1954 года в составе Романовского сельсовета.
С 1959 года в составе Большетаицкого сельсовета.
По данным 1966 и 1973 годов деревня Коммолово также входила в состав Большетаицкого сельсовета.
По данным 1990 года деревня Коммолово входила в состав Веревского сельсовета.
В 1997 году в деревне проживали 68 человек, в 2002 году — 107 человек (русские — 92%).
По состоянию на 1 января 2006 года в деревне насчитывалось 32 домохозяйства и 59 дач, общая численность населения составляла 68 человек.
В 2007 году — 66.

## География
Деревня расположена в северной части района близ автодороги Р23 «Псков» (E 95, Санкт-Петербург — граница с Белоруссией), в 1,5 км от железнодорожной станции Верево.
Расстояние до административного центра поселения, деревни Малое Верево — 8 км.

## Демография
| 1862 | 2006 | 2007 | 2010 | 2017 |
| ---- | ---- | ---- | ---- | ---- |
| 92   | ↘68  | ↘66  | ↗86  | ↗212 |

### Национальный состав
Согласно данным Всероссийской переписи населения 2021 года в деревне проживали 188 человек, из них:
 русские — 165 человек, армяне — 7, киргизы — 6, финны — 3, таджики — 1, узбеки — 1, остальные национальность не указали.

## Транспорт
Ближайшая автобусная остановка находится в деревне Ижора (около 1,5 км пешком).
От Санкт-Петербурга до Коммолово можно доехать на автобусе № 431, а также на маршрутных такси № К-18, К-18А, К-100.
Ближайшая железнодорожная станция — Верево.

## Улицы
Верхняя, Луговой переулок, Нижняя.